# Club Megasaray Open I 2021
Il Club Megasaray Open I 2021 è stato un torneo maschile di tennis giocato sulla terra. È stata la 1ª edizione dell'Antalya Challenger e faceva parte del circuito Challenger nell'ambito dell'ATP Challenger Tour 2021 nella categoria Challenger 80 con un montepremi di 44 820 €. Si è giocato alla Megasaray Tennis Academy di Kadriye (nel distretto di Serik) presso Adalia, in Turchia, dal 25 al 31 gennaio 2021.
La settimana successiva si è tenuta la seconda edizione, sempre di categoria Challenger 80, e a fine stagione la terza e la quarta, che erano invece dei Challenger 50.

## Partecipanti

### Teste di serie
| Nazionalità | Giocatore           | Ranking* | Testa di serie |
| ----------- | ------------------- | -------- | -------------- |
| Spagna      | Jaume Munar         | 110      | 1              |
| Colombia    | Daniel Elahi Galán  | 115      | 2              |
| Brasile     | Thiago Seyboth Wild | 118      | 3              |
| Argentina   | Facundo Bagnis      | 125      | 4              |
| Italia      | Lorenzo Musetti     | 129      | 5              |
| Germania    | Daniel Altmaier     | 130      | 6              |
| Slovacchia  | Jozef Kovalík       | 131      | 7              |
| Argentina   | Leonardo Mayer      | 135      | 8              |

* Ranking al 18 gennaio 2021.

### Altri partecipanti
I seguenti giocatori hanno ricevuto una wild card per il tabellone principale:
- Marsel İlhan
- Cem İlkel
- Ergi Kırkın

I seguenti giocatori sono passati dalle qualificazioni:
- Duje Ajduković
- Roberto Cid Subervi
- Blaž Kavčič
- Akira Santillan

Il seguente giocatore è entrato in tabellone come lucky loser:
- Tomás Martín Etcheverry

## Punti e montepremi
| Torneo    | Torneo              | V     | F     | SF    | QF    | 2T  | 1T  | Q | Q2  | Q1  |
| Singolare | Punti               | 80    | 48    | 29    | 15    | 7   | 0   | 4 | 1   | 0   |
| Singolare | Premi in denaro (€) | 6 190 | 3 650 | 2 160 | 1 260 | 730 | 450 | – | 225 | 115 |
| Doppio    | Punti               | 80    | 48    | 29    | 15    | –   | 0   | – | –   | –   |
| Doppio    | Premi in denaro (€) | 2 670 | 1 550 | 930   | 550   | –   | 310 | – | –   | –   |

## Campioni

### Singolare
Jaume Munar ha sconfitto in finale  Lorenzo Musetti con il punteggio di 6(7)–7, 6-2, 6-2.

### Doppio
Denys Molčanov /  Oleksandr Nedovjesov hanno sconfitto in finale  Luis David Martínez /  David Vega Hernández con il punteggio di 3-6, 6-4, [18-16].